# Segunda División 2017 (Uruguay)
Het seizoen 2017 van de Segunda División was het 76e seizoen van deze Uruguayaanse voetbalcompetitie op het tweede niveau. De competitie begon op 15 april en eindigde op 16 december 2017.

## Teams
Er namen vijftien ploegen deel aan de Segunda División tijdens het seizoen 2017. CSD Villa Española was vorig seizoen vanuit de Primera División gedegradeerd en kwam in de plaats van kampioen CCyD El Tanque Sisley. De overige twaalf ploegen die vorige seizoen deelnamen handhaafden zich op dit niveau. Twee ploegen (Huracán FC en Club Oriental de Football) schreven zich vorig seizoen niet in voor de competitie. Omdat er toen geen degradatie mogelijk was keerden zij dit jaar weer terug.
| Club                      | Stad       | Stadion                                                      | Capaciteit | Vorig seizoen |
| ------------------------- | ---------- | ------------------------------------------------------------ | ---------- | ------------- |
| CA Atenas                 | San Carlos | Estadio Domingo Burgueño (Maldonado)                         | 25.000     | 2e            |
| Canadian SC               | Montevideo | Estadio Parque Luis Méndez Piana                             | 6.500      | 9e            |
| Central Español FC        | Montevideo | Estadio Parque Palermo                                       | 6.500      | 7e            |
| CS Cerrito                | Montevideo | Estadio Parque Maracaná                                      | 8.000      | 13e           |
| Cerro Largo FC            | Melo       | Estadio Arquitecto Antonio Eleuterio Ubilla                  | 9.000      | 3e            |
| Club Deportivo Maldonado  | Maldonado  | Estadio Domingo Burgueño                                     | 25.000     | 5e            |
| Huracán FC                | Montevideo | Estadio Municipal Casto Martínez Laguarda (San José de Mayo) | 3.810      | Geen deelname |
| CS Miramar Misiones       | Montevideo | Estadio Parque Luis Méndez Piana                             | 6.500      | 10e           |
| Club Oriental de Football | La Paz     | Estadio Eduardo Martinez Monegal (Canelones)                 | 6.000      | Geen deelname |
| CA Progreso               | Montevideo | Estadio Parque Abraham Paladino                              | 5.400      | 11e           |
| CA Rentistas              | Montevideo | Estadio Complejo Rentistas                                   | 10.600     | 4e            |
| Tacuarembó FC             | Tacuarembó | Estadio Ingeniero Raúl Saturnino Goyenola                    | 8.000      | 12e           |
| CA Torque                 | Montevideo | Estadio Parque Alfredo Víctor Viera                          | 8.102      | 6e            |
| CSD Villa Española        | Montevideo | Estadio Obdulio Varela                                       | 8.000      | 16e (1ª)      |
| CA Villa Teresa           | Montevideo | Estadio José Nasazzi                                         | 5.002      | 8e            |

## Competitie-opzet
De competitie werd gespeeld van 15 april tot en met 16 december 2017. Alle ploegen speelden tweemaal tegen elkaar. De nummers één en twee promoveerden naar de Primera División. De nummers drie tot en met tien kwalificeerden zich voor de play-offs, waarin werd gestreden om de derde promotieplaats.
Halverwege de competitie ging Central Español FC aan de leiding met 30 punten, gevolgd door CA Torque (27 punten) en Cerro Largo FC (25 punten). In de tweede competitiehelft presteerde Torque het beste, ze haalden daarin 29 punten. Drie speelrondes voor het einde was Torque als eerste verzekerd van promotie na een 1–1 remise tegen Club Oriental de Football. De volgende wedstrijd verzekerden ze zich van de titel door met 2–1 van Canadian SC te winnen.
Een ronde voor het einde veroverde CA Atenas de tweede plaats en de bijbehorende promotie na een gelijkspel (1–1) tegen Tacuarembó FC. Met 26 punten was Atenas ook - na Torque - de beste ploeg na de zomerstop. CA Progreso behaalde in de terugronde een puntje minder dan Atenas en werkte zich op van de negende plek halverwege naar de derde plek in de eindstand. Central Español - de ploeg die halfweg koploper was - presteerde in de tweede competitiehelft echter het zwakst van allemaal: in hun laatste zeven duels behaalden ze slechts één punt, waardoor ze zakten naar een zevende plek in de eindtabel.
Voor Torque was het de eerste keer dat ze promoveerden naar het hoogste niveau. Atenas kwam al twee maal eerder uit in de Primera División, maar beide keren bleef hun verblijf toen bij één seizoen.

### Eindstand
|     | Club                      | Sp. | W  | G  | V  | Pnt. | DV | DT | DS  |
| --- | ------------------------- | --- | -- | -- | -- | ---- | -- | -- | --- |
| 1.  | CA Torque                 | 28  | 16 | 8  | 4  | 56   | 48 | 23 | +25 |
| 2.  | CA Atenas                 | 28  | 12 | 11 | 5  | 47   | 40 | 26 | +14 |
| 3.  | CA Progreso               | 28  | 11 | 9  | 8  | 42   | 39 | 27 | +12 |
| 4.  | Cerro Largo FC            | 28  | 11 | 9  | 8  | 42   | 30 | 27 | +3  |
| 5.  | CS Cerrito                | 28  | 12 | 6  | 10 | 42   | 26 | 35 | –9  |
| 6.  | Club Deportivo Maldonado  | 28  | 10 | 9  | 9  | 39   | 29 | 31 | –2  |
| 7.  | Central Español FC        | 28  | 11 | 6  | 11 | 39   | 32 | 38 | –6  |
| 8.  | CA Rentistas              | 28  | 7  | 15 | 6  | 36   | 43 | 38 | +5  |
| 9.  | CA Villa Teresa           | 28  | 9  | 9  | 10 | 36   | 40 | 36 | +4  |
| 10. | CSD Villa Española        | 28  | 9  | 8  | 11 | 35   | 26 | 27 | –1  |
| 11. | Tacuarembó FC             | 28  | 9  | 7  | 12 | 34   | 33 | 34 | –1  |
| 12. | CS Miramar Misiones       | 28  | 7  | 10 | 11 | 31   | 25 | 31 | –6  |
| 13. | Huracán FC                | 28  | 8  | 6  | 14 | 30   | 33 | 43 | –10 |
| 14. | Canadian SC               | 28  | 6  | 10 | 12 | 28   | 29 | 36 | –7  |
| 15. | Club Oriental de Football | 28  | 7  | 7  | 14 | 28   | 31 | 52 | –21 |

### Legenda
| Kleur | Kwalificatie voor                                |
| ----- | ------------------------------------------------ |
|       | Promotie naar de Primera División                |
|       | Play-offs voor promotie naar de Primera División |

## Play-Offs
De Play-Offs werden gespeeld op 29 november en 2 december (kwartfinales), op 6 en 9 december (halve finales) en op 13 en 16 december 2017 (finale). De ploegen die op de derde tot en met tiende plek waren geëindigd in de competitie namen deel aan de play-offs. De winnaar van deze knock-outwedstrijden promoveerde naar de Primera División.
CA Progreso, de nummer drie uit de reguliere competitie, won de play-offs en promoveerde na vijf seizoenen afwezigheid weer naar het hoogste niveau.

### Wedstrijdschema
|  | Kwartfinale | Kwartfinale         | Kwartfinale | Kwartfinale | Kwartfinale |   |                 | Halve finale    | Halve finale | Halve finale | Halve finale | Halve finale |   |              | Finale | Finale | Finale | Finale | Finale |
|  |             |                     |             |             |             |   |                 |                 |              |              |              |              |   |              |        |        |        |        |        |
|  | 9           | Villa Teresa (n.s.) | 1           | 2           | 3(4)        |   |                 |                 |              |              |              |              |   |              |        |        |        |        |        |
|  | 4           | Cerro Largo         | 2           | 1           | 3(3)        |   |                 |                 |              |              |              |              |   |              |        |        |        |        |        |
|  | 4           | Cerro Largo         | 2           | 1           | 3(3)        |   | 9               | Villa Teresa    | 1            | 2            | 3            |              |   |              |        |        |        |        |        |
|  |             |                     |             |             |             |   | 9               | Villa Teresa    | 1            | 2            | 3            |              |   |              |        |        |        |        |        |
|  |             | 5                   | Cerrito     | 0           | 0           | 0 |                 |                 |              |              |              |              |   |              |        |        |        |        |        |
|  | 8           | 5                   | Cerrito     | 0           | 0           | 0 | Rentistas       | 1               | 2            | 3            |              |              |   |              |        |        |        |        |        |
|  | 8           |                     |             |             |             |   | Rentistas       | 1               | 2            | 3            |              |              |   |              |        |        |        |        |        |
|  | 5           | Cerrito             | 2           | 2           | 4           |   |                 |                 |              |              |              |              |   |              |        |        |        |        |        |
|  | 5           | Cerrito             | 2           | 2           | 4           |   |                 |                 |              |              |              |              | 9 | Villa Teresa | 2      | 1      | 3      |        |        |
|  |             |                     |             |             |             |   |                 |                 |              |              |              |              | 9 | Villa Teresa | 2      | 1      | 3      |        |        |
|  |             | 3                   | Progreso    | 2           | 2           | 4 |                 |                 |              |              |              |              |   |              |        |        |        |        |        |
|  | 7           | 3                   | Progreso    | 2           | 2           | 4 | Central Español | 2               | 0            | 2            |              |              |   |              |        |        |        |        |        |
|  | 7           |                     |             |             |             |   | Central Español | 2               | 0            | 2            |              |              |   |              |        |        |        |        |        |
|  | 6           | Dep. Maldonado      | 0           | 0           | 0           |   |                 |                 |              |              |              |              |   |              |        |        |        |        |        |
|  | 6           | Dep. Maldonado      | 0           | 0           | 0           |   | 7               | Central Español | 1            | 0            | 1            |              |   |              |        |        |        |        |        |
|  |             |                     |             |             |             |   | 7               | Central Español | 1            | 0            | 1            |              |   |              |        |        |        |        |        |
|  |             | 3                   | Progreso    | 0           | 2           | 2 |                 |                 |              |              |              |              |   |              |        |        |        |        |        |
|  | 10          | 3                   | Progreso    | 0           | 2           | 2 | Villa Española  | 0               | 2            | 2            |              |              |   |              |        |        |        |        |        |
|  | 10          |                     |             |             |             |   | Villa Española  | 0               | 2            | 2            |              |              |   |              |        |        |        |        |        |
|  | 3           | Progreso            | 2           | 3           | 5           |   |                 |                 |              |              |              |              |   |              |        |        |        |        |        |

## Topscorers
De topscorerstitel ging naar Progreso-speler Nicolás González en Torque-speler Diego Martiñones met 16 doelpunten elk. Doelpunten in de play-offs werden meegeteld voor dit klassement.
| №  | Speler              | Club               | Goals |
| -- | ------------------- | ------------------ | ----- |
| 1. | Nicolás González    | CA Progreso        | 18    |
| 1. | Diego Martiñones    | CA Torque          | 18    |
| 3. | Clementino González | Central Español FC | 12    |
| 4. | Hugo Dorrego        | Cerro Largo FC     | 11    |
| 5. | Paul Dzeruvs        | CSD Villa Española | 10    |
| 5. | Renzo Rolfo         | Canadian SC        | 10    |

## Degradatie
Twee ploeg degradeerden naar de Segunda División B; dit waren de ploeg die over de laatste twee volledige seizoenen het minste punten had verzameld in de competitie (regulier seizoen). Omdat het vorige seizoen slechts uit een halve competitie bestond, werden de punten van 2015/16 en het huidige seizoen meegeteld. Het aantal behaalde punten werd gedeeld door het aantal gespeelde duels, aangezien niet alle ploegen beide seizoenen in de Segunda División speelden.
|     | Club                      | Sp. | 15/16 | 2017 | Tot. | Gem.  |
| --- | ------------------------- | --- | ----- | ---- | ---- | ----- |
| 1.  | CA Torque                 | 49  | 30    | 56   | 86   | 1,755 |
| 2.  | CSD Villa Española        | 48  | 41    | 35   | 76   | 1,583 |
| 3.  | Cerro Largo FC            | 49  | 34    | 42   | 76   | 1,551 |
| 4.  | CA Atenas                 | 49  | 28    | 47   | 75   | 1,531 |
| 5.  | CS Cerrito                | 28  | (1ª)  | 42   | 42   | 1,500 |
| 6.  | CA Progreso               | 49  | 28    | 42   | 70   | 1,429 |
| 7.  | CS Miramar Misiones       | 48  | 32    | 31   | 63   | 1,313 |
| 8.  | Club Deportivo Maldonado  | 48  | 23    | 39   | 59   | 1,229 |
| 9.  | CA Rentistas              | 28  | (1ª)  | 36   | 36   | 1,286 |
| 10. | CA Villa Teresa           | 28  | (1ª)  | 36   | 36   | 1,286 |
| 11. | Central Español FC        | 48  | 20    | 39   | 59   | 1,229 |
| 12. | Club Oriental de Football | 49  | 29    | 28   | 57   | 1,163 |
| 13. | Tacuarembó FC             | 48  | 21    | 34   | 55   | 1,146 |
| 14. | Huracán FC                | 48  | 19    | 30   | 49   | 1,021 |
| 15. | Canadian SC               | 49  | 22    | 28   | 50   | 1,020 |

### Legenda
| Kleur | Degradatie naar         |
| ----- | ----------------------- |
|       | Segunda División B 2018 |